# Teca Falcone
La Teca Falcone è un manufatto realizzato per la memoria, la conservazione e l'esposizione dell'autovettura del giudice Giovanni Falcone, oggetto dell'attentato di Capaci. Si trova presso la Scuola di formazione e aggiornamento del personale del Dipartimento dell'Amministrazione penitenziaria a Roma, struttura intitolata allo stesso Giovanni Falcone.
La Fiat Croma bianca, di proprietà del Ministero della Giustizia, è stata acquisita dal Dipartimento dell'Amministrazione penitenziaria che ha provveduto all'effettuazione del suo restauro conservativo.

## Storia
L'idea di valorizzazione del reperto, intesa come «[…] attività destinata ad incrementare l'uso pubblico del bene conforme alla sua natura […]», si deve ad Enrico Ragosa, capo della Direzione generale delle risorse materiali, dei beni e dei servizi del Dipartimento dell'Amministrazione penitenziaria, che incaricò nel 2002 l'architetto Matteo Proto, dirigente presso l'Ufficio tecnico della stessa Direzione generale, di elaborare il relativo progetto e di curare la direzione dei lavori.
Problematiche di varia natura hanno fatto traslare all'autunno 2011 l'inizio dei lavori che sono stati eseguiti dall'Impresa Grossi Costruzioni di Roma; l'Ufficio di direzione lavori è stato costituito dall'architetto Matteo Proto e dal geometra Emiliano Russolillo che è stato anche il coordinatore per la sicurezza in fase di esecuzione.
La teca è stata inaugurata il 18 maggio 2012 dal Capo dello Stato Giorgio Napolitano e dal Ministro della Giustizia Paola Severino, nell'ambito dell'annuale cerimonia celebrativa della Festa del Corpo di Polizia penitenziaria, quell'anno coincidente con il 195º anniversario della fondazione dello stesso.
Da allora, la direzione della Scuola, congiuntamente al personale di Polizia Penitenziaria che opera presso l'istituto di formazione, accoglie le visite di chi ne fa richiesta, particolarmente di scuole ed associazioni, in un percorso di educazione alla legalità.

## Collocazione e descrizione
La struttura in cui il manufatto è stato realizzato è stata scelta in considerazione delle attività formative e di aggiornamento del personale che vi si svolgono, in relazione all'impegno ed all'abnegazione del magistrato scomparso nel servire il Paese e la Giustizia.
La teca è stata dislocata su uno dei lati lunghi della "Piazza d'Armi" della Scuola al fine di poter essere sempre visibile e "presente" durante le cerimonie che vi si svolgono, dal quotidiano alzabandiera, al giuramento del personale di Polizia penitenziaria, alla Festa del Corpo. È stata, così, scartata l'idea iniziale di ubicarla sul lato breve, di fondo, per evitare quell'enfatizzazione – non cercata – che la testata sull'asse maggiore dello spazio aperto avrebbe suggerito, preferendo, invece, una dislocazione più defilata, quasi al centro di uno dei lati lunghi del piazzale, in adiacenza di un grande pino marittimo evocante alla memoria dei visitatori, la pianta palermitana ribattezzata "Albero Falcone".
Dal 2014, infatti, la Scuola che ospita la teca ha promosso il Premio "Oltre la Giustizia: il ricordo" rivolto agli studenti degli istituti scolastici del territorio, nella giornata della Commemorazione delle vittime della strage di Capaci. Circa 200 studenti degli Istituti che hanno aderito all'invito hanno concorso, attraverso la presentazione di messaggi, disegni, poesie e pensieri in memoria di Giovanni Falcone, di Francesca Morvillo e degli uomini della scorta che hanno perso la vita nel brutale attentato mafioso del 23 maggio 1992; gli elaborati ornano già il pino prossimo alla teca, in sintonia con il ficus posto davanti al portone del palazzo in via Emanuele Notarbartolo 23, a Palermo dove abitavano i due magistrati.
A favore dell'assoluta visibilità del suo interno, il manufatto è stato realizzato con ampie vetrate modulari di cristallo, collegate da piedritti sempre in cristallo. La struttura portante, di minimo impatto visivo, è costituita da pilastri cilindrici in acciaio e da travi dello stesso materiale, queste ultime occultate da un alto fascione perimetrale. La teca è il risultato dell'accostamento di tre volumi elementari: due maggiori, costituiti da prismi estrusi da triangoli equilateri specchiati e ruotati, ed uno minore, di collegamento tra i due, sulla base di un triangolo rettangolo, interposto nell'area residua dalla rotazione dei triangoli maggiori che è di circa 30°.
La scelta della figura geometrica del triangolo equilatero per la base dei due volumi maggiori è tesa a simboleggiare per l'uno l'equità e l'imparzialità della Giustizia – di cui Falcone, per la sua storia personale, è, indubbiamente, tra i più alti rappresentanti – e per l'altro, il richiamo a quella terra di Sicilia, teatro dell'attentato, che fin dai tempi più antichi è nota come "Trinacria".
Ed il "triangolo" viene assunto come leit-motiv dell'intero organismo: dal disegno del controsoffitto formato da una serie di triangoli, con orientamento omogeneo a quello dello spazio che coprono, in pannelli di lamiera microforata, alle maniglie in acciaio realizzate su disegno della porta di ingresso, sempre in cristallo, ciascuna formata da un triangolo rettangolo che, accostata idealmente all'altra, ripropone il triangolo equilatero che comanda l'intera composizione. Anche necessari elementi strutturali, come le controventature di alcune campate, costituite da tiranti in acciaio, ridisegnano la figura geometrica di base.
L'autovettura è "poggiata" su di un letto di ciottoli colorati naturali di varia granulometria e tonalità che ricordano il terriccio del luogo della strage come visibile dopo l'esplosione, sul quale, come impresso nelle foto d'epoca riprodotte nel pannello espositivo all'interno del manufatto, insiste l'autovettura del magistrato.
Il percorso di accesso alla teca è stato pensato come un tratto autostradale, delimitato da guard-rail ammaccati, è pavimentato con pietra naturale basaltica sulla quale sono state applicate delle strisce in lamina di acciaio inox che simulano le linee individuanti le corsie e la carreggiata. Queste ultime, in prossimità dell'ingresso alla teca, innalzandosi, flettendosi ed acquistando spessore, formano i due corrimano.
Sul retro della teca, un grande incavo, a terra, simboleggia il vuoto lasciato dall'esplosione: sul fondo della depressione sono stati sistemati dei fari a fascio di luce concentrato che, opportunamente proiettati su uno schermo in acciaio inox, producono un effetto di luce intensa e diffusa in ricordo dell'esplosione.